# Deco
Anderson Luiz de Sousa (* 27. srpna 1977, San Bernardo de Campo, Brazílie) známý jako Deco je bývalý portugalský fotbalový záložník brazilského původu, který ukončil kariéru v brazilském klubu Fluminense FC.

## Klubová kariéra

### Příchod do Evropy
Deco přijel do Evropy ve dvaceti letech v roce 1997 z brazilského klubu SC Corinthians Paulista. Začal působit v Benfice Lisabon a navzdory dobrým výkonům v trénincích rozhodli se v Benfice poslat Deca na hostování do dalšího portugalského klubu de Honra, (později známým pod jménem Alverca) kde hrál celou sezónu. Deco se v klubu dobře předvedl a tak se znovu obnovil kontrakt s Benfikou, kde se připojil k týmu.
Nicméně znovu se neprobojoval do základní sestavy, proto se se svým manažerem dohodl na odchodu. Z Portugalska ale neodešel, jeho další budoucnost se měla odvíjet v klubu FC Porto, kde zůstal nakonec šest let.

### FC Porto
Přes jeho mládí v Portu ukázal, že je velmi talentovaný a že je velmi dobrým tvůrcem hry, proto si ihned u fanoušků vysloužil přezdívku „Magico“.
V Portu obdržel i dres s velmi ceněným číslem 10, přestože se od něj čekala více ofenzivní činnost, jeho doménou se stala obranná funkce a tvorba hry. A kvůli svému úsilí nahrát spoluhráči na gól si hodněkrát vypomohl faulem, takže často viděl červenou nebo žlutou kartu. Nicméně právě on byl největší osobností Porta v tříletém pohárovém půstu na začátku roku 2000. Po úspěších v Portu si jej vyhlédla pro další působení FC Barcelona.
Pod vedením portugalského trenéra Josého Mourinha Deco svou pozici vylepšil a z Porta se stal velmi ambiciózní tým. V sezóně 2002/03 vsítil v třiceti utkáních deset gólů, ale zase obdržel sedmnáct žlutých a jednu červenou kartu. A stal se i klíčovým hráčem při vítězství v Poháru UEFA.
Následující rok získalo Porto opět národní titul a překvapivě se dostalo až do finále Ligy mistrů, kde vyhrálo 3:0 nad AS Monacem. Ve finále LM vsítil do sítě Monaca druhý gól ze tří a právem byl zvolen nejlepším záložníkem tohoto ročníku Ligy mistrů.

### FC Barcelona
V červnu 2004 to vypadalo, že Deco bude následovat portugalského kouče Mourinha do Chelsea. V jednom rozhlasovém vstupu dokonce prohlásil, že smlouva s Chelsea je téměř před dokončením, zbývalo se zúčastnit jen fyzických testů.
Na konci června však Deco šokoval svým prohlášením o přestupu do Barcelony. Barcelona zaplatila za Deca 15 milionů eur. Některými odborníky je považován lepším hráčem než Ronaldinho, ačkoli ten je útočníkem. V roce 2004 skončil druhý v anketě Zlatý míč hned za Ukrajincem Andrijem Ševčenkem. Jeho největším úspěchem v Barceloně je dvojnásobný ligový titul a vítězství v Lize mistrů.

### Chelsea FC
V roce 2008 si Deca přivedl do Londýna nový trenér Luiz Felipe Scolari. Barcelona za přestup vyinkasovala 10 milionů eur. První trefu v dresu londýnského velkoklubu dal v prvním utkání proti Porsmouthu. Druhou přidal proti Wiganu.

### Fluminense FC
Deco chtěl zakončit kariéru v rodné Brazílii, a tak z Chelsea přestoupil do Fluminense, kde hrál až do roku 2013. 26. srpna 2013 ukončil kvůli vleklým zdravotním problémům profesionální kariéru.

## Reprezentační kariéra
Deco je rodilý Brazilec, ovšem sám vytušil, že nemá moc možností probojovat se od sestavy Brazílie. Proto v roce 2002 zažádal o portugalské občanství. Navzdory mnoha odpůrcům, kteří Deca odmítali, občanství získal a svůj debut v Portugalské reprezentaci absolvoval 29. března 2003 paradoxně proti své rodné zemi. Nastoupil od první minuty a podařilo se mu vstřelit gól z přímého volného kopu, Brazílie tehdy podlehla Portugalsku 1:2. Bylo to první vítězství Portugalska nad Brazílií od roku 1966. Od tohoto gólu se stal v Portugalsku regulérním hráčem národního týmu, ačkoli spoluhráč Luís Figo nijak netajil své počáteční rozhořčení nad zařazením Deca do reprezentace.
Během sezóny 2003/04 se stal Deco hráčem, který obdržel nejvíce individuálních i týmových trofejí a ocenění. Tento trend pokračoval i v sezóně 2005/06, kdy získal více trofejí než superstar Luis Figo.
Během mistrovství světa ve fotbale 2006 skóroval Deco první gól Portugalců v základní skupině v zápase proti Íránu. V osmifinále obdržel Deco dvě žluté karty (po faulu na Heitingu a za zdržování) a nemohl se tak zúčastnit čtvrtfinále proti Anglii. Nakonec portugalské mužstvo skončilo na mistrovství čtvrté. Hrál i na Euru 2008.